# Winthemia citheroniae
Winthemia citheroniae là một loài ruồi trong họ Tachinidae.